# Thục (nước)

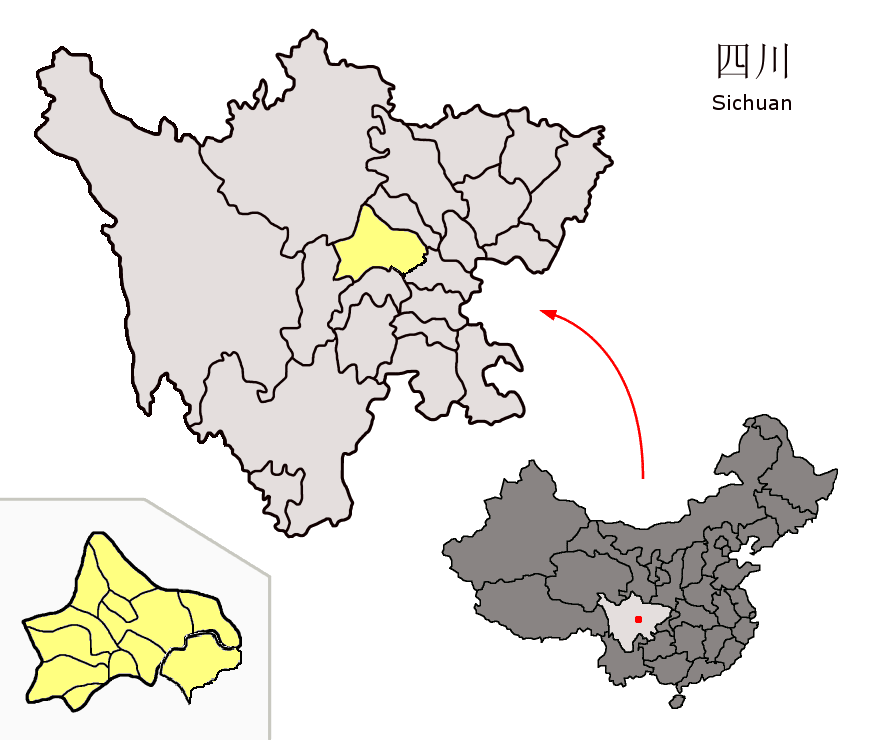
Vị trí của Thành Đô tại tỉnh Tứ Xuyên ngày nay

Thục (蜀) hay Cổ Thục (古蜀) là một quốc gia cổ ở vùng Tứ Xuyên, Trung Quốc. Xuất phát quyền lực của nước Thục là đồng bằng Thành Đô, với lãnh thổ chủ yếu nằm ở vùng Trung và Tây bồn địa Tứ Xuyên, cũng như vùng thượng thung lũng sông Hán Thủy. Nước Thục bị Tần đánh bại vào năm 316 TCN. Khi đó kinh đô của Thục đặt tại Thành Đô.

## Lịch sử
Trong lịch sử, nước Thục được nhắc đến lần đầu trong vai trò một đồng minh với nhà Chu lật đổ nhà Thương, tham gia trận Mục Dã. Trong tài liệu khảo cổ học, nước Thục thời hậu Mục Dã thể hiện một văn hóa với kỹ thuật quân sự cao, tương đương với các nước chư hầu của nhà Chu; tuy nhiên, trong những thế kỷ sau, kỹ thuật quân sự của Thục đã đình đốn, điều này được phản ánh bởi sự vắng bóng trong sử sách.
Theo truyền thuyết, một vị vua thần thoại là Tàm Tùng có công dạy dân trồng lúa, hậu duệ của Tàm Tùng là Đỗ Vũ nhân nhà Chu suy yếu đã xưng đế hiệu là Thục Vọng Đế. Sau này Vọng Đế vì thông dâm với vợ của tướng quốc Biết Linh (鳖灵), do chuyện đổ bể nên nhường ngôi cho vị tướng quốc này. Biết Linh lên ngôi hiệu là Khai Minh Đế mở ra triều đại mới, triều đại này truyền được 12 đời thì bị nước Tần tiêu diệt. Trong nửa sau của thời Xuân Thu-Chiến Quốc, văn hóa Thục chịu ảnh hưởng ngày càng nhiều từ các nền văn hóa Sở và Ba; ví dụ, Thục học theo tục táng bằng thuyền của người Ba. Các bằng chứng khảo cổ học còn cho thấy rằng Thục cũng giao lưu với các nền văn hóa ở phía Nam tại Vân Nam và Quý Châu.
Trong thời Chiến Quốc, Tần và Sở ngày càng xâm lấn vào sâu trong vùng thung lũng sông Hán Thủy. Các xung đột với Thục đã bắt đầu tăng lên một cách không tránh khỏi; Thục đánh Tần năm 387 TCN và đánh Sở năm 377 TCN.

### Bị nước Tần diệt
Các bằng chứng khảo cổ học cho thấy nhiều đường sạn đạo từ Tần tới Thục đã được xây dựng trong thời Chiến Quốc, qua các vùng địa hình vô cùng hiểm trở: dãy Tần Lĩnh và Đại Ba Sơn. Tuy truyền thuyết cho rằng người đã xây dựng con đường sạn đạo đầu tiên - Thạch Ngưu đạo - là vị vua Khai Minh cuối cùng (bị Tần lừa), nhưng các con đường này có lẽ đã được quân Tần xây dựng để chuẩn bị cho việc đánh chiếm bồn địa Tứ Xuyên.
Nhân việc Thục và Ba gây chiến lẫn nhau và cùng cầu cứu Tần, Tần vương xem xét khả năng nên đánh nước nào. Hai quân sư chính của Tần Huệ Vương, Trương Nghi và Tư Mã Thác, đã giữ các quan điểm trái nhau về vấn đề xâm lấn Thục. Trương Nghi tin rằng Tần đã gần với chiến thắng trong việc kiểm soát Trung Nguyên, ông cho rằng Tần nên tấn công kẻ thù truyền thống của là Hàn thì hơn là đánh Thục. Ở phía kia, Tư Mã Thác cho rằng việc xâm chiếm Thục sẽ làm tăng đáng kể nguồn lương thực cho Tần, làm nghiêng cán cân quyền lực về cho Tần. Vua Huệ Văn đã đồng ý với Tư Mã Thác và giao nhiệm vụ cho hai quân sư này chỉ huy cuộc tấn công vào Thục. Tần đánh bại Thục, giết chết vị vua Khai Minh cuối cùng, truất Thục vương đổi hiệu làm hầu.

### Phục quốc bất thành
Tần biến Thục thành một quận và áp dụng một quy trình chặt chẽ để sáp nhập Thục vào Tần. Tần gửi quan chức đến trực tiếp cai trị tại Thục và chủ động khuyến khích dân di cư từ Tần tới Thục. Tuy Tần cố gắng xoa dịu dân chúng Thục bằng cách cho vua Thục cuối cùng là Thục hầu Thông tước vị Thục hầu, Thục vẫn nhiều lần nổi dậy chống Tần, và Tần lại đem quân đến dẹp.
Khi Tần Huệ Văn vương chết vào năm 311 TCN, quan Tần cai trị đất Thục là Thục tướng Trần Tráng (陈壮) đã lãnh đạo một cuộc nổi dậy chống Tần. Tư Mã Thác, Trương Nghi và Cam Mậu đã dẫn quân Tần vào Thục và dập tắt cuộc nổi loạn. Năm 301 TCN, Thục hầu Huy, con của Thông, đã nổi dậy. Tư Mã Thác dẫn quân vào Thục và dập tắt cuộc khởi nghĩa. Người lên thay Thục hầu Huy là Thục hầu Quán cũng nổi dậy chống Tần. Lần này, Trương Nhược dập tắt cuộc nổi dậy. Sau cuộc nổi dậy cuối cùng này, con cháu của các vua Khai Minh bị vĩnh viễn tước quyền lực thực sự.
Sau khi đảm bảo được quyền kiểm soát Thục, Tần dùng Thục làm một nơi lưu đày, nhà Hán sau này cũng học theo truyền thống này.

## Danh sách quân chủ nước Thục
Tàm Tùng thị (蠶叢氏)
| Quốc quân thụy hiệu | Họ tên | Thân phận và ghi chú    |
| ------------------- | ------ | ----------------------- |
| Tàm Tùng 蠶叢       |        | hậu duệ Thục Sơn thị    |
| đời sau chưa rõ     |        |                         |
|                     |        | thời vua Kiệt nhà Hạ    |
| đời sau chưa rõ     |        |                         |
|                     |        | nửa đầu thời nhà Thương |

Bá Quán thị (柏灌氏)
| Quốc quân thụy hiệu | Họ tên | Thời gian tại vị         |
| ------------------- | ------ | ------------------------ |
| Bá Quán 柏灌        |        | nửa đầu thời nhà Thương  |
| thế hệ sau chưa rõ  |        |                          |
|                     |        | nửa cuối thời nhà Thương |

Ngư Phù thị (魚鳧氏)
| Thụy hiệu       | Họ tên | Thời gian tại vị                   |
| --------------- | ------ | ---------------------------------- |
| Ngư Phù 魚鳧    |        | nửa cuối thời nhà Thương           |
| đời sau chưa rõ |        |                                    |
|                 |        | cử binh giúp Chu Vũ Vương phạt Trụ |
| đời sau chưa rõ |        |                                    |
|                 |        | giữa thời Tây Chu                  |

Bồ Ti thị (蒲卑氏)
| Quốc quân thụy hiệu | Họ tên     | Ghi chú                          |
| ------------------- | ---------- | -------------------------------- |
| Bồ Ti               |            | giữa thời Tây Chu                |
| đời sau chưa rõ     |            |                                  |
| Thục Vọng Đế        | Đỗ Vũ 杜宇 | đầu thời Xuân Thu ở Trung Nguyên |

Khai Minh thị (開明氏)
| STT                | Quốc quân thụy hiệu         | Họ tên                | Thân phận và ghi chú                                    |
| ------------------ | --------------------------- | --------------------- | ------------------------------------------------------- |
| 1                  | Thục Tùng Đế                | Miết (Biết) Linh 鱉靈 | tướng quốc nước Thục, nhận ngôi từ Vọng Đế              |
| 2                  | Thục Thành Đế 蜀成帝        |                       | tức Thục Lư Đế, từng đưa quân tấn công nước Tần         |
| 3                  | Thục Bảo Tử Đế 蜀保子帝     |                       | cũng gọi là Thục Bao Tử Đế                              |
| đời thứ 4 không rõ |                             |                       |                                                         |
| 5                  | Thục Biệt Đế 蜀別帝         |                       | mở rộng thế lực ra vùng Hán Trung                       |
| 3 đời chưa rõ      |                             |                       |                                                         |
| 9                  | Thục Khai Minh Thượng Vương |                       | bỏ đế hiệu mà xưng vương, tiếp thu văn hóa Trung Nguyên |
| đời 10 chưa rõ     |                             |                       |                                                         |
| 11                 |                             |                       | thường xuyên xung đột với nước Ba                       |
| 12                 | Lô tử Bá vương              |                       | 316 TCN bị Tần Huệ Văn Vương tiêu diệt                  |